# Birger Sjöberg (född 1953)
För andra betydelser, se Birger Sjöberg (olika betydelser).

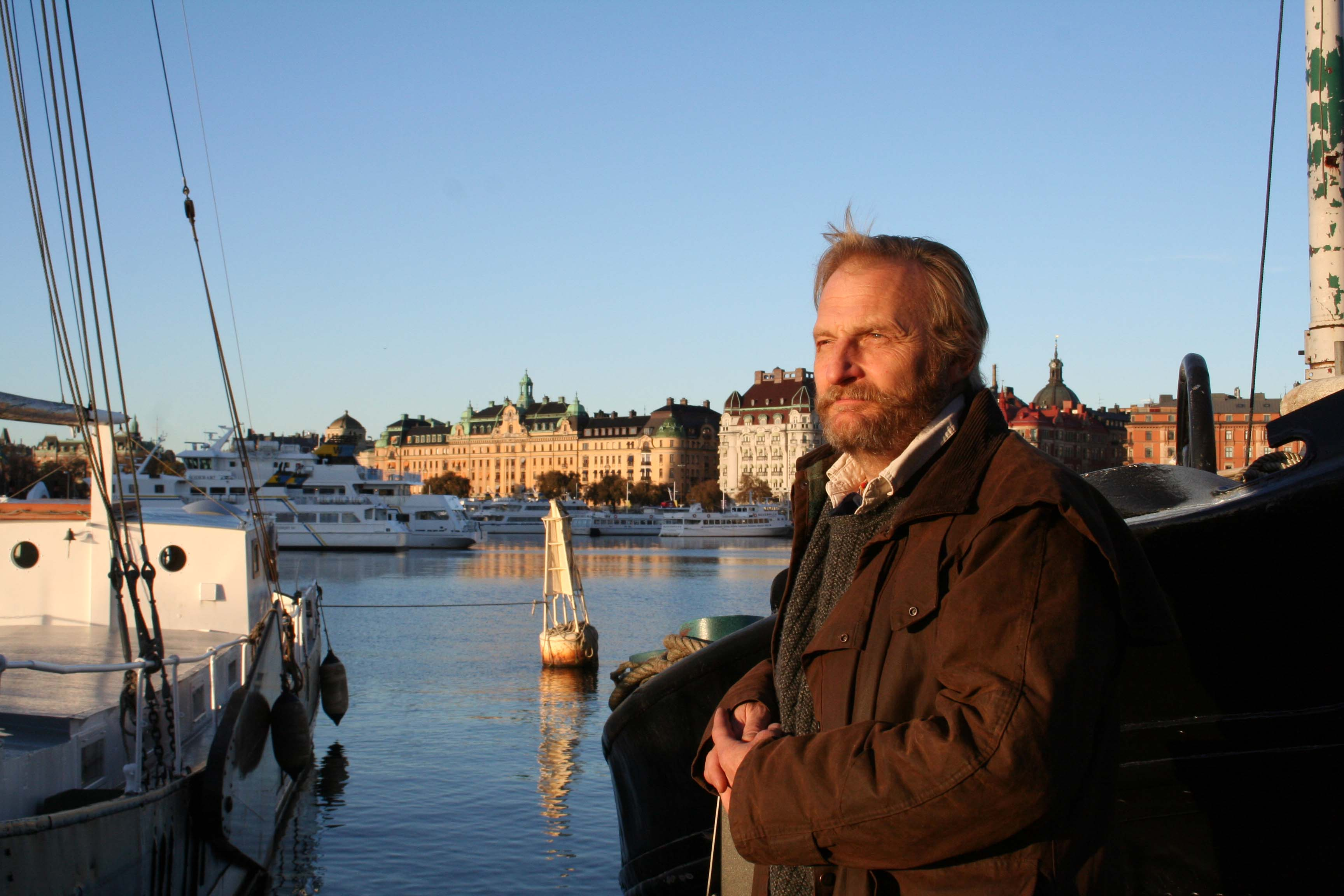
Birger Sjöberg

Birger Sjöberg, född 1953, är en svensk författare.  

## Biografi
Mellan åren 1975 och 2005 var Sjöberg bosatt i Bohuslän och arbetade med segelmakeri,  snickeriarbeten samt fiske. Sedan 2005 är han bosatt i Järvsö, Hälsingland. 
Sjöberg genomförde 2008–2009, efter en idé av Sture Allén och Per Evert Taube, ett vetenskapligt projekt med avskrift av 200 av Evert Taubes brev till sin samtid. Han har intresserat sig för Evert Taube och speciellt hans relation till den trettio år yngre Siv Seybolt, vilket resulterat i boken "Det är din själ jag kysser". Sjöberg har även varit medlem av Taubegruppen: Sture Allén, Olle Granath, Claes Hylinger och Birger Sjöberg, en arbetsgrupp för skapandet av ett museum för Evert Taubes konst.

### Antologier
- 2004 – "Mellan hav och sjö", Praktiskt Båtägande, Redaktör: Åsa Larsson
- 2009 – "Sjölivets berättare", Tre Böcker, Redaktör: Ove Allansson
- 2009 – "Trampa Däck", Bokanjärerna/Spencer Unlimited, Redaktörer: Gunder Andersson och Lena S. Karlsson
- 2010 – "Vågor"
- 2011 – "Lågor"

## Författarskapsstipendier, (arbetsstipendier)
- Sveriges Författarförbund 2003
- Sveriges Författarförbund 2008
- Salénstiftelsen 2008
- Salénstiftelsen 2009
- Punktstipendium Författarnas fotokopieringsfond 2010
- Arbetsstipendium Sveriges Författarförbund 2012